# Antidiscriminatiebureau
Een antidiscriminatiebureau (ADB) of antidiscriminatievoorziening (ADV) is in Nederland een instelling die meldingen en klachten van discriminatie registreert en behandelt. Zowel mensen die discriminatie of ongelijke behandeling ervaren, als diegenen die er getuige van zijn kunnen een melding maken. 
Antidiscriminatievoorzieningen zijn opgericht nadat de Wet gemeentelijke antidiscriminatievoorzieningen in 2009 in werking trad. Deze wet is tot stand gekomen om een toegankelijke manier te bieden voor het indienen en behandelen van klachten met betrekking tot discriminatie. Destijds is er besloten dat een antidiscriminatievoorziening losgekoppeld dient te zijn van de gemeentelijke organisatie, om zo onafhankelijkheid te waarborgen. 
Bij een antidiscriminatievoorziening hebben individuen de mogelijkheid om kosteloos hun ervaringen te delen en advies te ontvangen met betrekking tot mogelijke vervolgstappen, inclusief eventuele ondersteuning bij procedures. ADB's zijn onafhankelijk en werken dus niet in opdracht van de overheid. Ook verzorgen zij onderwijs en training, en geven voorlichting en advies. Gemeenten zijn verplicht om inwoners toegang te geven tot een bureau dat klachten en meldingen over discriminatie behandelt.
Uit onderzoek in 2023 is gebleken dat een op de tien Nederlanders zich gediscrimineerd voelt. Dat gebeurde bijvoorbeeld in 2022 bij meldingen over mogelijke discriminatie bij D66 en in januari 2023 bij ASML. Ook in het zwartepietendebat speelden ADB's een rol.

## Vestigingen
De landelijke brancheorganisatie Landelijk meldpunt discriminatie (Discriminatie.nl) bestaat uit achttien bureaus verspreid over Nederland.
- ADV Limburg
- Anti Discriminatie Bureau Zeeland
- Art.1 Midden Nederland
- Art.1 Noord-Holland Noord
- Art.1 Noord Oost Gelderland
- Bureau Discriminatiezaken Kennemerland
- Bureau Discriminatiezaken Zaanstreek/Waterland
- Bureau Gelijke Behandeling Flevoland
- Discriminatie meldpunt Den Haag Meldt
- Discriminatie Meldpunt Groningen
- Meldpunt Discriminatie Deventer
- Meldpunt Discriminatie Drenthe
- Meldpunt Discriminatie Gooi en Vechtstreek
- Meldpunt Discriminatie Regio Amsterdam
- Radar, Zuid-Holland & Noord-Brabant
- Stichting voor inclusie en discriminatiebestrijding Haaglanden
- Tûmba, Kenniscentrum discriminatie en diversiteit Friesland
- Vizier, Gelderland & Overijssel